# Anomalia sond Pioneer

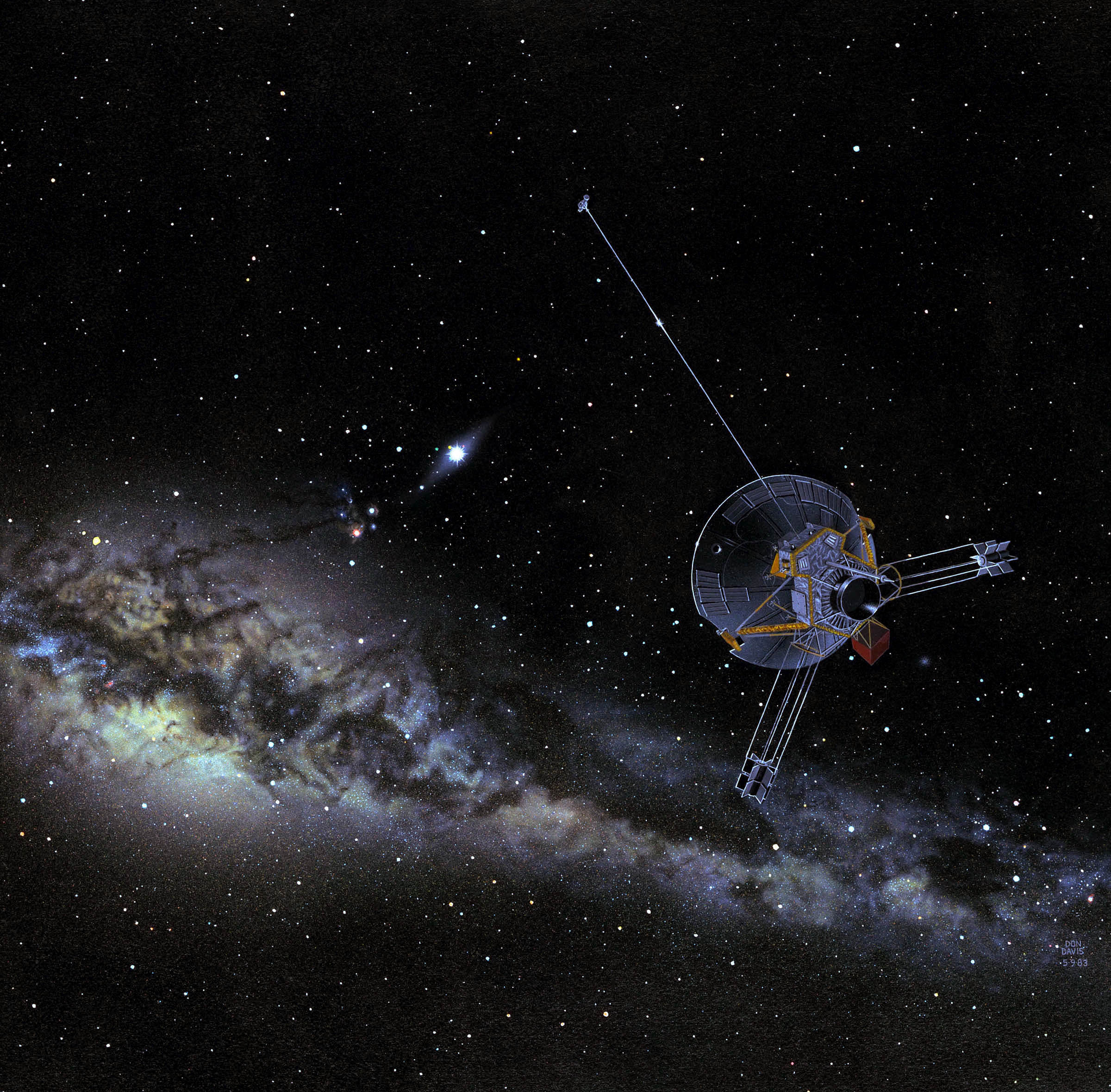
Artystyczna wizja sondy Pioneer na krańcach Układu Słonecznego

Anomalia sond Pioneer – obserwowane rozbieżności między przewidywanymi trajektoriami sond kosmicznych, a ich prawdziwym torem lotu. Efekt ten jest najbardziej wyraźny w przypadku sond Pioneer 10 i Pioneer 11. Spekulacje przedstawiały całe spektrum możliwości, od błędnej konstrukcji pojazdów powodującej wyciek gazów, poprzez istnienie nieznanych efektów i zjawisk, aż do konieczności całkowitego przebudowania współczesnych teorii fizycznych. 
Efekt ten zauważony został przy okazji analizy danych prędkości i położenia, powstałych przez określenie przesunięcia dopplerowskiego sygnału radiowego wysyłanego przez sondy. Po uwzględnieniu wszystkich sił działających na pojazdy naukowcy odkryli istnienie małej nieznanej siły, powodującej przyspieszenie obu pojazdów w kierunku do Słońca o (8,74 ±1,33)×10‑10 m/s2.
Dane uzyskane z sond Galileo i Ulysses wykazały podobną prawidłowość, aczkolwiek z wielu względów (bliskość Słońca, stabilizacja trójosiowa pojazdu) nie mogą być one uznane za wystarczająco wiarygodne, aby uwzględnić je w poszukiwaniach wyjaśnienia anomalii.
Szczególność sond Pioneer 10 i 11, umożliwiająca dokładne badanie anomalii na podstawie danych telemetrycznych, polega na tym, że oba pojazdy podczas całego swojego lotu międzyplanetarnego, były stabilizowane obrotowo, co wykluczało zaburzenia trajektorii spowodowane odpalaniem silników manewrowych.
Rozpatrywano następujące możliwe wytłumaczenia anomalii:
- błędy obserwacyjne
- faktyczne wyhamowywanie pojazdów przez:
  - nieznane siły grawitacyjne (obiekty pasa Kuipera, ciemna materia)
  - tarcie pyłu międzyplanetarnego, wpływ promieniowania kosmicznego
  - wyciek gazów (np. helu powstałego w radioizotopowych generatorach termoelektrycznych pojazdów)
  - wpływ ciśnienia wiatru słonecznego, transmisji radiowych pojazdów, emisji ciepła z generatorów radioizotopowych
  - siły elektromagnetyczne
- nieznane prawa fizyki

Sondy Pioneer 10 i 11, ze względu na wyczerpanie się zapasów paliwa izotopowego w generatorach, nie dostarczają już nowych danych (Pioneer 11 od roku 1995, Pioneer 10 od 2003).
Najprawdopodobniejszym wyjaśnieniem anomalii okazała się, po starannym zbadaniu archiwalnych danych i zbudowaniu modelu termicznego sondy, asymetryczna emisja ciepła z jej generatorów radioizotopowych i aparatury pokładowej. Pierwsze wyniki analizy archiwalnych danych opublikowane zostały w sierpniu 2011. Analizowane dane obejmowały okres 23,1 roku dla sondy Pioneer 10 i 10,75 roku dla Pioneer 11. Wyniki potwierdziły istnienie anomalii, obserwując oznaki jej malenia z czasem, w tempie około 2×10‑11 m/s2/rok. W roku 2012 opublikowane zostały wyniki pełnej analizy termicznej, pozwalającej wyliczyć siłę reakcji promieniowania działającą na sondę Pioneer 10 i porównać wyniki z danymi nawigacyjnymi. Uzyskane wyniki są zgodne z hipotezą, że źródłem anomalii jest siła reakcji promieniowania cieplnego emitowanego przez generatory radioizotopowe i przez korpus sondy. 